# 西班牙語維基百科
西班牙語維基百科為維基百科協作計劃之西班牙語版本，由非營利組織──維基媒體基金會維持負責。目前為各語言維基百科計劃中，規模排名第7（依條目量計算）的維基百科。西班牙語維基百科計劃開始於2001年，於2005年5月被葡萄牙語維基百科超越其第八大的位置，並於同年8月被意大利語維基百科追過，跌至第十位。2007年4月，超过瑞典语维基百科，再度升至第九位。於2006年3月8日達到100,000條條目。至2012年6月已有超過895,000個條目。2013年5月17日条目数达到100万，是第七个条目数达到100万的维基百科语言版本。

## 来源

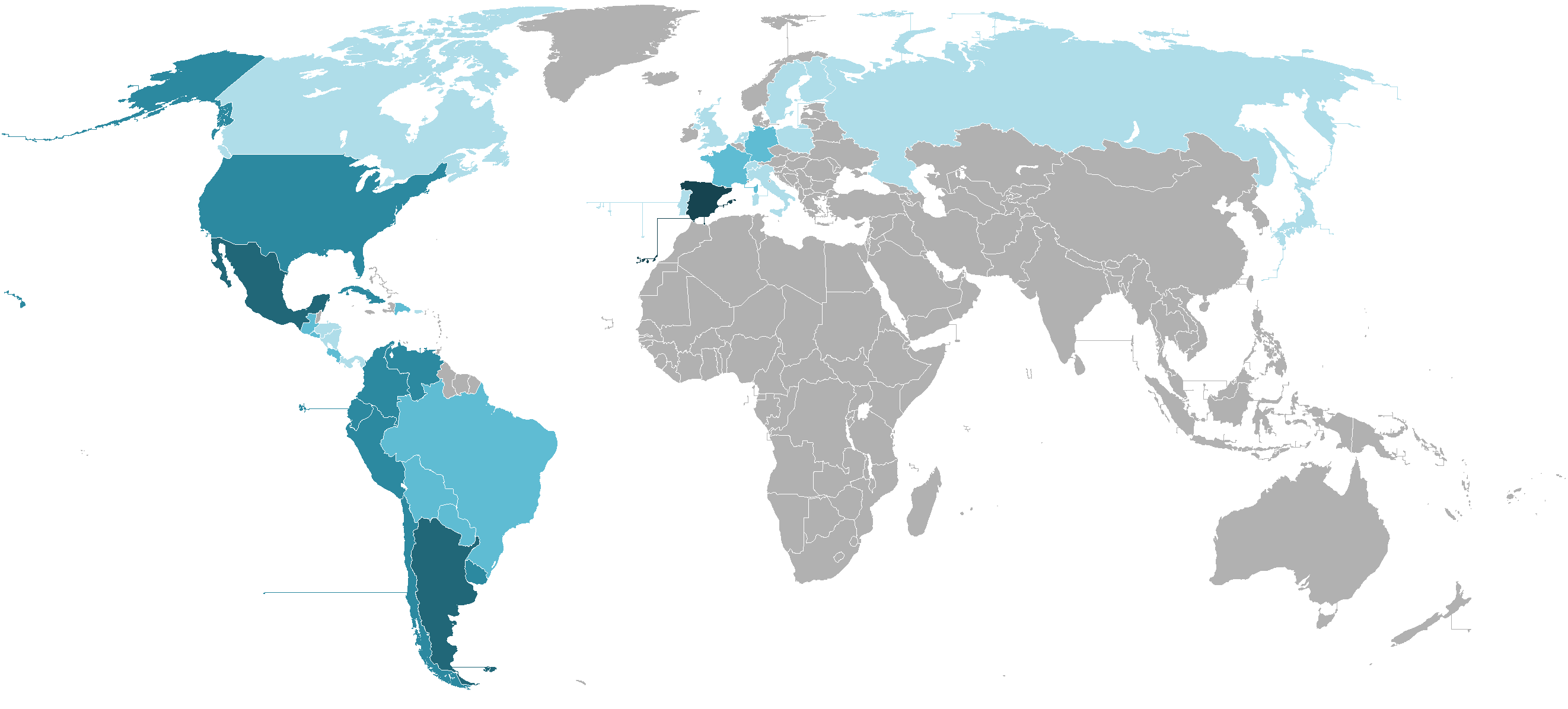
每个国家注册的维基人

## 与其他语种维基百科的差异
- 西班牙语维基百科仅接受自由图象，2004年经投票取消了合理使用[2]，并在2006年关闭了本地上传。[3]
- 一些导航模板被弃用。[4]
- 列表不視為條目，以「Axeno」開頭的索引頁面取代。

## 大事記
2002年2月26日，Edgar Enyedy领导的西班牙语维基百科退出维基百科并建立自由百科。

## 重要日期
2001年
- 5月11日：宣布添加“spanish.wikipedia.com”，并在不久后域名变为“es.wikipedia.com”。[5]
- 5月20日：西班牙语维基百科正式启动。
- 5月21日：西班牙语维基百科第一笔编辑：Anexo:Países （页面存档备份，存于）（中文维基百科的对应条目为主权国家列表）
- 10月3日：西班牙語維基百科突破第1000笔編輯。

2002年
- 2月7日：條目數突破1,000。
- 10月23日：软件升级，同时域名从“es.wikipedia.com”改为“es.wikipedia.org （页面存档备份，存于）”。

2003年
- 1月5日：编辑数目超过10000笔。
- 7月25日：條目數突破5,000
- 10月6日：西班牙语维基百科第一个机器人“SpeedyGonzalez”注册。
- 11月4日：條目數突破10,000

2004年
- 1月7日 條目數突破15,000
- 3月16日 條目數突破20,000
- 7月14日 條目數突破25,000
- 9月23日 條目數突破30,000

2005年
- 1月25日 條目數突破40,000
- 5月30日 條目數突破50,000
- 8月11日 條目數突破60,000
- 10月13日 條目數突破70,000
- 12月17日 條目數突破80,000

2006年
- 1月27日 條目數突破90,000
- 3月8日 條目數突破100,000

2007年
- 2月10日 條目數突破200,000
- 11月18日 條目數突破300,000

2008年
- 9月20日 條目數突破400,000

2009年
- 3月2日 條目數突破450,000
- 7月5日 條目數突破490,000，正式超過葡萄牙語維基百科，在各語言維基百科條目數排名中列第8名
- 8月5日 條目數突破500,000

2010年
- 1月11日 條目數突破550,000
- 5月23日 條目數突破600,000
- 9月22日 條目數突破650,000

2011年
- 1月12日 條目數突破700,000
- 4月17日 條目數突破750,000，正式超過日本語維基百科，在各語言維基百科條目數排名中列第6名
- 7月12日 條目數突破800,000
- 12月10日 條目數突破850,000

## 外部連結
- 西班牙語維基百科（页面存档备份，存于）